# 鴨居 (横浜市)
鴨居（かもい）は、神奈川県横浜市緑区の町名。現行行政地名は鴨居一丁目から七丁目と鴨居町。住居表示は鴨居一丁目から七丁目が実施済み区域、鴨居町が未実施区域。

## 概要
駅北側を鶴見川が流れ、対岸は都筑区となる。南側は保土ケ谷区に、南東側は神奈川区に隣接する。北側をJR横浜線が通り、鴨居駅が一丁目に位置する。南側から西側へ神奈川県道109号青砥上星川線が通り、さらに横浜市の都市計画道路として山下長津田線や（交差するように）鴨居上飯田線、羽沢池辺線の整備も進められている（駅周辺における交通状況の詳細については後述）。
鴨居は純然たる住宅地ではあるが鴨居駅周辺を中心に商店が多数存在し、横浜線の快速停車駅にも選ばれた。さらには大型商業施設のららぽーと横浜が開店した。

### 住宅団地と宅地開発
従前より宅地開発が著しく、大型マンションや県公社竹山団地・旧公団西菅田団地など大規模住宅団地などが数多く立地する。ららぽーと横浜が開店したのを皮切りに、鶴見川対岸の都筑区にも「鴨居」の名を冠するアパートやマンションが建つなど宅地開発の波が及び、域内の人口は今なお増加の一途を辿っている。

### 深刻化する駅周辺の渋滞
増える人口とは裏腹に駅周辺の再開発は殆どと言って良いほど進んでいない。歩道も満足に整備されていないような片側一車線の道路が、谷戸筋や尾根筋・横浜線沿いに互いに絡みあって伸びているだけであり、年々増加する交通量を全く捌き切れていない。ゆえに周辺は朝から晩まで年がら年中大渋滞に見舞われており、混んでいない時のほうが珍しいくらいである。特に横浜線に沿った東西方向の交通は、時間帯によってはほぼマヒ状態とも言える深刻さで、これを避けるために山越えの生活道路が抜け道として選ばれているが、その道とて極めて急勾配且つ擦れ違いに難儀するような狭さで危険なため、朝晩は車両通行止めの規制が敷かれる有様である。これを抜本的に解消すべく、前述の都市計画道路山下長津田線が中山方面から鴨居駅を避けるように、駅から南東方面に伸びる菅田道路に接続される計画で、現在事業（工事）中である。
一方、鴨居地域を南北方向に貫く交通は、鶴見川に架かる鴨池大橋が開通したのに合わせて、それまでの片側一車線から片側二車線に拡幅されてだいぶスムーズになった。主に朝晩に鴨居駅前に通じる接続路を先頭とした混雑が起きる程度である。

## 地理

### 鴨居町の字名
| - 東向 - 東通 - 原 - 西河内 - 西台 | - 嶝 - 南通 - 烏森 - 東河内 - 中里 |

### 面積
面積は以下の通りである。
| 丁目       | 面積（km²） |  |
| ---------- | ----------- |  |
| 鴨居一丁目 | 0.310       |  |
| 鴨居二丁目 | 0.133       |  |
| 鴨居三丁目 | 0.179       |  |
| 鴨居四丁目 | 0.340       |  |
| 鴨居五丁目 | 0.168       |  |
| 鴨居六丁目 | 0.161       |  |
| 鴨居七丁目 | 0.184       |  |
| 計         | 1.475       |  |
|            |             |  |
| 鴨居町     | 0.418       |  |

### 地価
住宅地の地価は、2025年（令和7年）1月1日の公示地価によれば、鴨居3-16-1の地点で23万円/m²、鴨居6-18-3の地点で18万7000円/m²となっている。

## 歴史

### 沿革
江戸時代までは武蔵国都筑郡鴨居村と称した。
- 1868年11月5日 - 神奈川県に編入される。
- 1873年5月1日 - 神奈川県は県下を20区に分け、区下に幾つかの番組を設置。鴨居村は第6区1番組となる。
- 1874年6月14日 - 大区小区制により鴨居村は第7大区1小区に編入される。
- 1878年11月21日 - 郡区町村編制法により鴨居村は都筑郡下の自治体として新発足。
- 1889年4月1日 - 町村制に伴う「明治の大合併」で上菅田村・新井新田・本郷村・下猿山村・上猿山村・中山村・寺山村・台村・久保村・榎下村・十日市場村と合併して都筑郡新治村（にいはるむら）の大字鴨居となる。
- 1939年4月1日 - 新治村は横浜市に合併し、新設の港北区に編入され大字鴨居の区域に鴨居町が設置される。
- 1969年10月1日 - 港北区の再編成により緑区が新設され、鴨居町は緑区に編入される。
- 1972年9月6日 - 字西台・嶝・金草沢・烏森の各一部を分立して竹山一-三丁目を設置。（竹山団地より町名を付ける）
- 1985年7月22日 - 住居表示の実施に伴い、鴨居町を中心に白山町・東本郷町・池辺町（現・都筑区）・佐江戸町（現・都筑区）・菅田町（神奈川区）の各一部より鴨居一-七丁目を設置。
- 2007年3月16日 - 鶴見川をはさんで対岸の都筑区池辺町にららぽーと横浜がオープン。鴨居駅の利用者数の増加につながった。

## 世帯数と人口
2025年（令和7年）6月30日現在（横浜市発表）の世帯数と人口は以下の通りである。
| 丁目       | 世帯数    | 人口     |
| ---------- | --------- | -------- |
| 鴨居一丁目 | 1,226世帯 | 2,416人  |
| 鴨居二丁目 | 585世帯   | 1,251人  |
| 鴨居三丁目 | 1,030世帯 | 1,855人  |
| 鴨居四丁目 | 2,223世帯 | 4,640人  |
| 鴨居五丁目 | 708世帯   | 1,397人  |
| 鴨居六丁目 | 799世帯   | 1,705人  |
| 鴨居七丁目 | 550世帯   | 1,113人  |
| 計         | 7,121世帯 | 14,377人 |
|            |           |          |
| 鴨居町     | 700世帯   | 1,479人  |

### 人口の変遷
国勢調査による人口の推移。
鴨居
| 年                 | 人口   |
| ------------------ | ------ |
| 1995年（平成7年）  | 12,873 |
| 2000年（平成12年） | 14,010 |
| 2005年（平成17年） | 13,743 |
| 2010年（平成22年） | 13,900 |
| 2015年（平成27年） | 13,994 |
| 2020年（令和2年）  | 14,525 |

鴨居町
| 年                 | 人口  |
| ------------------ | ----- |
| 1995年（平成7年）  | 1,545 |
| 2000年（平成12年） | 1,504 |
| 2005年（平成17年） | 1,598 |
| 2010年（平成22年） | 1,504 |
| 2015年（平成27年） | 1,527 |
| 2020年（令和2年）  | 1,414 |

### 世帯数の変遷
国勢調査による世帯数の推移。
鴨居
| 年                 | 世帯数 |
| ------------------ | ------ |
| 1995年（平成7年）  | 4,694  |
| 2000年（平成12年） | 5,329  |
| 2005年（平成17年） | 5,343  |
| 2010年（平成22年） | 5,613  |
| 2015年（平成27年） | 5,966  |
| 2020年（令和2年）  | 6,491  |

鴨居町
| 年                 | 世帯数 |
| ------------------ | ------ |
| 1995年（平成7年）  | 539    |
| 2000年（平成12年） | 561    |
| 2005年（平成17年） | 564    |
| 2010年（平成22年） | 564    |
| 2015年（平成27年） | 586    |
| 2020年（令和2年）  | 610    |

## 学区
市立小・中学校に通う場合、学区は以下の通りとなる（2024年11月時点）。

### 鴨居
| 丁目       | 番               | 小学校               | 中学校               |
| ---------- | ---------------- | -------------------- | -------------------- |
| 鴨居一丁目 | 全域             | 横浜市立鴨居小学校   | 横浜市立東鴨居中学校 |
| 鴨居二丁目 | 13番             | 横浜市立東本郷小学校 | 横浜市立東鴨居中学校 |
| 鴨居二丁目 | 1〜12番 14〜30番 | 横浜市立鴨居小学校   | 横浜市立東鴨居中学校 |
| 鴨居三丁目 | 全域             | 横浜市立鴨居小学校   | 横浜市立東鴨居中学校 |
| 鴨居四丁目 | 全域             | 横浜市立鴨居小学校   | 横浜市立東鴨居中学校 |
| 鴨居五丁目 | 全域             | 横浜市立緑小学校     | 横浜市立鴨居中学校   |
| 鴨居六丁目 | 全域             | 横浜市立緑小学校     | 横浜市立鴨居中学校   |
| 鴨居七丁目 | 全域             | 横浜市立竹山小学校   | 横浜市立鴨居中学校   |

## 事業所
2021年（令和3年）現在の経済センサス調査による事業所数と従業員数は以下の通りである。
| 丁目       | 事業所数  | 従業員数 |
| ---------- | --------- | -------- |
| 鴨居一丁目 | 137事業所 | 1,867人  |
| 鴨居二丁目 | 41事業所  | 598人    |
| 鴨居三丁目 | 80事業所  | 763人    |
| 鴨居四丁目 | 100事業所 | 615人    |
| 鴨居五丁目 | 40事業所  | 496人    |
| 鴨居六丁目 | 44事業所  | 545人    |
| 鴨居七丁目 | 22事業所  | 243人    |
| 計         | 464事業所 | 5,127人  |
|            |           |          |
| 鴨居町     | 33事業所  | 351人    |

### 事業者数の変遷
経済センサスによる事業所数の推移。なお、鴨居と鴨居町の合算数である。
| 年                 | 事業者数 |
| ------------------ | -------- |
| 2016年（平成28年） | 489      |
| 2021年（令和3年）  | 497      |

### 従業員数の変遷
経済センサスによる従業員数の推移。なお、鴨居と鴨居町の合算数である。
| 年                 | 従業員数 |
| ------------------ | -------- |
| 2016年（平成28年） | 4,633    |
| 2021年（令和3年）  | 5,478    |

## 教育機関
- 横浜市立鴨居小学校
- 横浜市立緑小学校
- 横浜市立鴨居中学校
- 横浜市立東鴨居中学校

## 名所・寺社
- 本柳寺 (横浜市)
- 林光寺 (横浜市)

## その他

### 日本郵便
- 集配担当する郵便局と郵便番号は以下の通りである[18]）。

| 町丁   | 郵便番号 | 郵便局   |
| ------ | -------- | -------- |
| 鴨居   | 226-0003 | 緑郵便局 |
| 鴨居町 | 226-0004 | 緑郵便局 |

### 警察
町内の警察の管轄区域は以下の通りである。
| 番・番地等 | 警察署   | 交番・駐在所 |
| ---------- | -------- | ------------ |
| 鴨居町     | 緑警察署 | 鴨居駅前交番 |
| 鴨居一丁目 | 緑警察署 | 鴨居駅前交番 |
| 鴨居二丁目 | 緑警察署 | 鴨居駅前交番 |
| 鴨居三丁目 | 緑警察署 | 鴨居駅前交番 |
| 鴨居四丁目 | 緑警察署 | 鴨居駅前交番 |
| 鴨居五丁目 | 緑警察署 | 鴨居駅前交番 |
| 鴨居六丁目 | 緑警察署 | 鴨居駅前交番 |
| 鴨居七丁目 | 緑警察署 | 鴨居駅前交番 |